# Jadwiga Karwasińska
Jadwiga Maria Karwasińska (ur. 6 stycznia 1900 w Radomsku, zm. 31 października 1986 w Warszawie) – polska historyczka, profesor Instytutu Historii PAN.

## Życiorys
Była córką Walerego (nauczyciela, działacza społecznego) i Marii z Pytlewskich. Do 1918 uczęszczała do Gimnazjum W. Chrzanowskiej w Częstochowie, w latach 1918–1924 studiowała historię i filologię klasyczną na Uniwersytecie Warszawskim, m.in. u Stanisława Kętrzyńskiego i Jana Korwin-Kochanowskiego; była sanitariuszką w czasie wojny z Rosją. W 1925 obroniła na Uniwersytecie Warszawskim doktorat (na podstawie pracy Sąsiedztwo kujawsko-krzyżackie 1235–1343) i kontynuowała studia w Wiedniu (na tamtejszym uniwersytecie) i Paryżu (w Ecole des Chartes). W latach 1924–1951 pracowała w Archiwum Głównym Akt Dawnych w Warszawie na stanowisku kustosza Działu Archiwistyki, gdzie współpracowała z Józefem Siemieńskim przy opracowaniu inwentarza idealnego Archiwum Koronnego Krakowskiego, jednak głównym jej zajęciem w SGSD było opracowanie akt skarbowych, m.in. rachunków królewskich i rachunków poselstw. Brała udział w prowadzeniu kursów i pokazach archiwalnych, przygotowywała m.in. fotografie dokumentów na Powszechną Wystawę Krajową w Poznaniu. W czasie okupacji hitlerowskiej wykładała na tajnym Uniwersytecie Warszawskim. Po upadku powstania warszawskiego wraz z innymi archiwistami warszawskimi uczestniczyła w akcji zabezpieczania ocalałych archiwaliów, eskortując je do Piotrkowa Trybunalskiego.
W 1946 habilitowała się na Uniwersytecie Warszawskim z historii średniowiecznej Polski i nauk pomocniczych historii na podstawie pracy Szpital Św. Ducha w Warszawie fundacji Anny ks. Mazowieckiej. W latach 1954–1956 kierowała Pracownią Edytorską Instytutu Historii Kultury Materialnej PAN. Od 1957 była związana z Instytutem Historii PAN, początkowo jako docent w Pracowni Nauk Pomocniczych i Edytorstwa, następnie profesor nadzwyczajna (1961), profesor w Zakładzie Historii od Czasów Najdawniejszych do Schyłku XV Wieku (1964), profesor w Zakładzie Dziejów Polski Przedrozbiorowej i Jej Kultury (1970). Przeszła na emeryturę w 1972. Była członkinią Towarzystwa Naukowego Warszawskiego (1936 członkini korespondentka, 1982 członkini zwyczajna reaktywowanego TNW), otrzymała godność członkini honorowej Stowarzyszenia Archiwistów Polskich (1984) i Polskiego Towarzystwa Historycznego.
Zmarła 31 października 1986 r. w Warszawie, została pochowana na Cmentarzu Czerniakowskim.

## Publikacje
W pracy naukowej zajmowała się edytorstwem średniowiecznym, archiwistyką, historią średniowieczną gospodarczą, historią instytucji medycznych. Ogłosiła m.in.:
- O najdawniejszych księgach tzw. Rachunków dworu królewskiego (1927)
- Polityczna rola biskupa Wolimira 1259–1278 (1928)
- Rachunki żup solnych w XIV i XV wieku (1928)
- Odtworzenie archiwów dawnej Rzeczypospolitej (1930)
- Rachunki żupne bocheńskie 1394–1421 (1934)
- Sprawy i spory pomiędzy Polakami a Zakonem Krzyżackim (1935)
- Proces polsko-krzyżacki w Warszawie przed sześciuset laty (1946)
- Z dziejów Archiwum Koronnego. Dokumenty krzyżackie (1948)
- Studia krytyczne nad żywotami św. Wojciecha, biskupa praskiego (1958)
- Życie codzienne w średniowiecznej Warszawie (1966)
- Świadek czasów Chrobrego – Bruno z Kwerfurtu (1972)
- Rachunki budowy Zamku Królewskiego w Warszawie za Zygmunta (1985)